# Dấu ấn Hoàng gia
Dấu ấn Hoàng gia (王家の紋章 (Vương gia văn chương) Ōke no Monshō, n.đ. Huy hiệu Hoàng gia) là một bộ manga thể loại shōjo, xuyên không, huyền ảo lịch sử của tác giả Chieko Hosokawa. Truyện bắt đầu được phát hành trên tạp chí hàng tháng Princess của nhà xuất bản Akita Shoten từ năm 1976 đến nay.
Năm 1991, bộ truyện giành giải Manga Shogakukan cho thể loại truyện tranh shōjo. Tính tới năm 2006, tác phẩm đã bán được 36 triệu bản tại Nhật, trở thành truyện tranh shōjo bán chạy thứ ba từ trước đến nay. Bộ truyện được chuyển thể thành một tập phim hoạt hình OVA do Toei Animation sản xuất năm 1988 và hai CD nhạc kịch do Pony Canyon phát hành năm 1990 (tái bản năm 2004). Năm 2016, truyện được chuyển thể thành một vở nhạc kịch sân khấu và từ đó đã được tái công chiếu nhiều lần.
Bộ truyện được Nhà xuất bản Kim Đồng phát hành lần đầu tại Việt Nam với tên gọi Nữ hoàng Ai Cập. Tháng 5, năm 2024, Nhà xuất bản Kim Đồng xuất bản trở lại bộ truyện này với tên gọi mới là Dấu ấn Hoàng gia, phát hành vào ngày 23 tháng 8 cùng năm.

## Tóm tắt chung
Nhân vật trung tâm của bộ truyện là Carol Reed, một thiếu nữ 16 tuổi người Mỹ có mái tóc vàng và đôi mắt xanh, là con gái của một gia đình tỷ phú, theo học ngành khảo cổ học tại Cairo, Ai Cập. Khi gia đình cô nhận bảo trợ cho chương trình khai quật và nghiên cứu lăng mộ của một vị pharaoh trẻ tuổi, lời nguyền từ ngôi mộ đã giáng xuống gia đình cô. Lời nguyền ấy đưa cô trở về Ai Cập cổ đại, nơi cô bị lôi kéo vào những vấn đề của Ai Cập và những quốc gia cổ đại khác như Assyria và Babylon. Tại đây, Carol gặp Memphis – một pharaoh trẻ tuổi dũng mãnh, là người mà gia đình cô đã khai quật mộ ở thế giới hiện đại. Họ đem lòng yêu nhau và cùng nhau vượt qua nhiều thử thách. Điều này đã làm người chị cùng cha khác mẹ của Memphis là Isis giận dữ vì cô đã chờ đợi từ lâu để cưới Memphis.
Carol, với kiến thức khoa học hiện đại, trở thành một nhân vật quan trọng trong lịch sử cổ đại và được mệnh danh là "Công chúa sông Nile" hay "Đóa hoa sen đẹp nhất của Địa Trung Hải". Sắc đẹp và sự thông thái của cô đã gián tiếp gây ra nhiều âm mưu chính trị và chiến tranh giữa các vương quốc. Carol thường xuyên rơi vào các cạm bẫy nguy hiểm nhưng nhờ sự thông minh của mình cùng sự ứng cứu của Memphis, cô đã nhiều lần thoát hiểm và giúp Ai Cập chống lại những âm mưu thù địch nhằm thôn tính quốc gia này.

## Nhân vật chính
- Carol Reed (キャロル・リード Kyaroru Rīdo?): nhân vật chính của bộ truyện. Do cha cô khai quật lăng mộ của pharaoh Memphis nên cô bị Isis bắt về Ai Cập thời cổ đại. Ở đó, cô gặp Memphis. Ban đầu, Carol tỏ ra sợ hãi trước Memphis và luôn tìm cách chạy trốn do tính tình hung bạo của anh. Sau này, cô nảy sinh tình cảm với anh và cảm hóa anh trở thành người nhân từ và lương thiện. Cô kết hôn với Memphis và trở thành hoàng phi Ai Cập. Cô được người dân Ai Cập vô cùng yêu mến, kính trọng và tin rằng cô là con gái nữ thần sông Nile (cô thường được gọi bằng cái tên "cô gái sông Nile"). Cô nổi tiếng ở thế giới cổ đại bởi mái tóc vàng, đôi mắt xanh, làn da trắng và sự tinh thông kim cổ của mình. Tuy nhiên cũng chính vì điều này mà rất nhiều vị quân vương tranh giành cô như một báu vật. Cô thường gặp phải những tình huống khó xử với người ở thế giới cổ đại vì họ luôn tin cô là nữ thần và có khả năng dự đoán trước được tương lai. Cô có thần giao cách cảm với Memphis và anh trai Ryan, mỗi khi cô gặp nạn Memphis sẽ thường nghe thấy tiếng cô kêu cứu và Ryan thỉnh thoảng có thể nghe thấy tiếng cô khi cô gọi anh.
- Memphis (メンフィス Menfisu?): vị pharaoh trẻ tuổi của Ai Cập cổ đại 3000 năm về trước, là chồng của Carol. Tên nhân vật được lấy từ thủ đô Memphis của đế quốc Ai Cập cổ đại. Memphis khôi ngô, tuấn tú, (thường bị nhầm là con gái) dũng mãnh và có võ nghệ cao cường nhưng tính tình nóng nảy, cộc cằn và thô lỗ. Ban đầu, anh là một bạo chúa tàn ác và ngang ngược, giết người theo sở thích khiến Carol ghê sợ anh. Sau này, nhờ sự cảm hóa của Carol nên Memphis trở thành vị quân vương nhân từ và lương thiện. Anh yêu Carol rất nhiều và luôn bất chấp mọi nguy hiểm để cứu cô. Do ngoại hình tuấn tú như thiếu nữ đôi mươi của mình mà Memphis khiến nhiều phụ nữ bị cuốn hút.
- Isis (アイシス Aishisu?): Trưởng công chúa, nữ hoàng Hạ Ai Cập. Nhân vật được đặt tên theo nữ thần Isis của Ai Cập. Cô là chị gái cùng cha khác mẹ của Memphis, là con một người tình không rõ danh tính. Cô có nhan sắc kiều diễm nhưng rất tàn nhẫn, độc ác, kiêu ngạo, lạnh lùng. Isis hết lòng yêu em trai mình nhưng không được Memphis đáp lại. Vì thế, Isis vô cùng căm ghét Carol và nhiều lần hãm hại cô. Vì muốn tiêu diệt Carol, Isis đã đồng ý lời cầu hôn của Ragash – hoàng đế Babylon và trở thành hoàng hậu của đế quốc này, cô đã sinh ra một hoàng tử cho Babylon và mong muốn nó sẽ thành Pharaoh Ai Cập.
- Ismir (イズミル Izumiru?): Thái tử của vương quốc Hittite. Anh tuấn tú, thông minh và trầm tĩnh. Ban đầu, anh đến Ai Cập để tìm hiểu về cái chết của em gái mình là Mitamun và bắt cóc Carol để trả thù, nhưng sau đó, anh đem lòng yêu cô bởi vẻ đẹp kỳ lạ và sự thông minh cũng như tính cách nhân hậu của cô. Vì quá say đắm Carol nên Ismir đã không ít lần bắt cóc cô, vô cùng mong muốn chiếm hữu kiến thức từ tương lai của Carol, anh đã từng phải dùng bùa mê để ép Carol cưới anh.

## Nhân vật phụ

### Thế giới hiện đại
- Ryan Reed (ライアン・リード Raian Rīdo?): anh trai cả của Carol, hết lòng yêu thương em gái. Anh đang điều hành tập đoàn dầu mỏ của gia đình.
- Rody Reed (ロディー・リード Rodī Rīdo?): anh trai thứ của Carol.
- Chủ tịch Reed (リード社長 Rīdo-shachō?): cha của Carol, tỷ phú thiệt mạng do bị Isis thả rắn hổ mang cắn vì ông đã khai quật lăng mộ hoàng gia.
- Bà Reed (リード Mrs. Rīdo?): mẹ của Carol. Bà rất thương cô và luôn mong mọi điều tốt đẹp cho con gái.
- Mari (マリア Mari?): bà giúp việc tốt bụng và vui tính của gia đình Carol.
- Giáo sư Brown (ブラウン教授 Buraun-kyōju?): ông của Jimmy, một nhà khảo cổ học giỏi, người đã tìm ra lăng mộ của Memphis cùng Carol và các bạn.
- Jimmy Brown (ジミー・ブラウン Jimī Buraun?): bạn từ thuở nhỏ của Carol, người đã có hôn ước với cô.
- Maria: cô bạn thân cùng lớp vui tính của Carol.
- Ahmad Rapman (アフマド・ラップマン Afumado Rappuman?): con trai của tỷ phú giàu có và quyền lực người Ả Rập – ông Rafman. Anh từng cứu Carol ở biển Địa Trung Hải khi cô trầm mình tự tử. Anh đem lòng yêu Carol và muốn cưới cô làm vợ.
- Tohn Spencer: con trai nhà Spencer – công ty đối thủ của nhà Reed, bị phá sản do Carol phát hiện trưng bày cổ vật giả. Anh từng bắt cóc Carol để trả thù, đã chết khi Carol được cứu.
- Dorothy Spencer: con gái nhà Spencer. Cô từng ám sát Carol để trả thù cho gia đình nhưng thất bại.

### Thế giới cổ đại

#### Vương quốc Ai Cập
- Nefermaat (ネフェルマアト Neferumaato?): phụ hoàng của Memphis và Isis, băng hà do bị ám sát bởi người vợ mới cưới.
- Thali (タヒリ Tahiri?): người vợ thứ ba và cuối cùng của pharaoh Nefermaat, trước là công chúa Nubia.
- Imhotep (イムホテップ Imuhoteppu?): quan tể tướng của Ai Cập, là người thông minh, điềm tĩnh và hiểu đạo lý.
- Minue (ミヌーエ Minūe?): tướng quân của Ai Cập, rất trung thành với Memphis.
- Unas (ウナス Unasu?): cận vệ của Carol, vốn xuất thân là nô lệ. Rất trung thành với Memphis.
- Naptera (ナフテラ Nafutera?): một nữ quan trong triều đình Ai Cập và là mẹ của Minue. Bà rất thương yêu Carol.
- Thetis (テティ Teti?): cung nữ thân cận của Carol, vui tính, hài hước, nguy hiểm, bố láo và ăn hại.
- Đại thần quan Kapta (カプター大神官 Kaputā-Daishinkan?): quan tư tế của Ai Cập, nhiều lần vì vật chất và quyền lực mà lạm dụng chức quyền của mình, rất ưa thích mái tóc vàng của Carol.
- Ari (アリ Ari?): cung nữ thân cận của Isis, thâm độc.
- Mekmek (メクメク Mekumeku?): cô vốn là một nô lệ nhưng do ham mê sự giàu sang nên đã lừa Kaputa rằng cô là con gái nhà quý tộc để lọt được vào hoàng cung Ai Cập. Cô muốn chinh phục Memphis nên đã dùng nhiều cách để ám hại Carol nhưng đều thất bại. Sau khi người em trai giả mạo của Memphis là Nebamen xuất hiện, cô phải lòng anh nhưng chưa từ bỏ mục tiêu chinh phục Memphis.
- Nebamen (ネバメン Nebamen?): tên thật là Nemen (ネメン Nemen?), một kẻ xảo quyệt và tàn nhẫn. Anh vốn là một tên tội phạm nhưng đã mạo danh là em trai của Memphis và lấy lòng hoàng cung Ai Cập bằng sự nhân hậu, vị tha giả tạo của mình.
- Sechi:  Nô lệ cứu Carol khi cô ấy mới đến thế giới cổ đại, chết trong chiến tranh với Hittite

#### Đế quốc Hittite
- Vua của người Hittite (ヒッタイト王 Hittaito-Ō?): cha của Ismir, là một ông vua độc ác, tàn bạo, tham lam và háo sắc.
- Vương phi của người Hittite (ヒッタイト王妃 Hittaito-Ōhi?): mẹ của Ismir và Mitamun, là người hiền lành nhưng bạc nhược.
- Luca (ルカ Ruka?): người thân cận của Ismir, được anh cử đến Ai Cập để bảo vệ Carol và tìm cách đưa cô Carol đến Hittite, vệ sĩ của Carol.
- Mugla (ムーラ Mūra?): vú nuôi của Ismir.
- Mitamul (ミタムン Mitamun?): công chúa Hittite, em gái Ismir. Khi đi sứ sang Ai Cập, cô bị Isis thiêu chết do cô mong muốn kết hôn cùng Memphis. Cái chết của Mitamun gián tiếp gây ra chiến tranh giữa Ai Cập và Hittite.
- Gidantash (ジダンタシュ Jidantashu?): anh họ của Ismir, muốn giết chết anh để đoạt lấy vương quốc Hittite.
- Uria (ウリア Uria?): chị gái của nhà vua và là mẹ của Gidantash, dùng mọi mưu kế để giúp con trai mình đoạt ngai vàng.
- Mira (ミラ Mira?): hôn thê trước của Ismir.
- Tướng quân Hasas (ハザズ将軍 Hazazu-shōgun?): vị tướng quân người Hittite.

#### Đế quốc Assyria
- Algol (アルゴン Arugon?): hoàng đế Assyria, tính tình vô cùng xảo quyệt và háo sắc, thường dùng các chiêu trò hèn hạ để giành chiến thắng và muốn có được Carol không chỉ vì sắc đẹp và trí tuệ của cô mà còn muốn dùng cô để chinh phục Ai Cập, nhưng mất cả kinh thành và cánh tay phải trong lần giao tranh với Ai Cập.
- Hassan (ハサン Hasan?): một lái buôn trẻ tuổi, còn là thầy thuốc. Anh từng giúp chú mình là Careb bắt cóc Carol từ Hittite đến Assyria nhưng đem lòng cảm phục và yêu mến cô, thường xuất hiện trợ giúp khi cô gặp khó khăn.
- Careb (カレブ Karebu?): một thương gia già tham lam, hám tiền.
- Jamali (ジャマリ Jamari?): cung nữ được Algol sủng ái. Cô đem lòng yêu Memphis do sự kiêu dũng, chung tình của anh.
- Shar (シャル Sharu?): em trai Algol, là người nhu nhược.

#### Đế quốc Babylon
- Ragash (ラガシュ Ragashu?): Hoàng đế của Babylon và là chồng của Isis. Anh kết hôn với Isis là để thực hiện âm mưu chiếm Ai Cập cũng như dễ bề đưa Carol về Babylon nhằm lợi dụng trí tuệ và tài tiên tri của cô, dù đã hứa với Isis rằng sẽ giết Carol. Anh giam Carol vào tháp Babel nhưng tòa tháp bị cô phá hủy khiến Ragash vô cùng tức giận và căm thù, làm nổ ra chiến tranh giữa hai nước.
- Omri (オムリ Omuri?): quan đại thần của Babylon, người thân tín của Ragash.
- Đại thần quan Rimusin (リムシン大神官 Rimushin-daishinkan?): quan tư tế của Babylon.
- Garuz (ガルズ Garuzu?): con trai của quan tư tế Babylon, đem lòng say mê Isis, khi biết chính Isis muốn chiến tranh, anh ngăn lại nhưng đã bị giết.

#### Vương quốc Minoa
- Minos (ミノス Minosu?): vua của Minoa. Trước khi Carol đến Minoa, Minos lâm bệnh nặng nhưng nhờ sự chăm sóc của Carol đã khỏi bệnh.
- Atlas (アトラス Atorasu?): vương tử Minoa, anh trai của Minos. Bởi vì ngoại hình xấu xí, anh bị mẹ mình là thái hậu giấu trong vào hang sâu. Anh cũng từng yêu Carol từ cái nhìn đầu tiên nhưng sau này trở thành thù hận. Anh sẵn sàng giết người và làm mọi thứ.
- Thái hậu Minoa (ミノアの王大后 Minoa no Ōdaikō?): mẫu thân của vương tử Atlas và vua Minos. Bà thông minh, nhưng cũng rất mưu mô xảo quyệt. Bà ngưỡng mộ, mến phục Carol nên muốn cô trở thành con dâu tương lai của mình để con trai mình yên tâm trị vì.
- Iouktas (ユクタス Yukutasu?): tướng quân trung thành của Minoa, rất khỏe, giọng nói như bò rống.
- Photia (フォティア Fotia?): từng là hôn thê của Minos, ghen ghét Carol vì Minos yêu Carol.
- Kerratot: quan tư tế của vương quốc Minoa, nhưng đồng thời cũng là gián điệp của vương quốc Mycenae cài vào, thủ phạm hạ độc Minos và đổ tội cho Photia.
- Morione (モリオネー Morione?): nô lệ thành Athens được Ismir cứu, sau đó đem lòng yêu Ismir.
- Kirke (キルケー Kirukē?): một phù thủy đã giúp Ismir cưới Carol.

#### Vương quốcLibya
- Vua Libya (リビアの王様 Ribia no Ō?): cha của công chúa Cafra, để con gái sang Ai Cập vì muốn liên minh.
- Cafra (カーフラ Kāfura?): công chúa Libya, say mê Memphis nên đặt ra nhiều cạm bẫy để loại bỏ Carol. Cô là một người lả lơi và ghê gớm, luôn tự tin vào nhan sắc béo ú của mình.

#### Đế quốc Abyssinia
- Massharhiqhi (マシャリキ Mashariki?): hoàng tử của Abyssinia, đem lòng thù hận Memphis do bị hiểu lầm bắt cóc. Anh có cảm tình với Carol.
- Eirene (エレニー Ereni?): thuộc hạ của Massharhiqhi, giả làm cung nữ trong hoàng cung Ai Cập để hại Memphis, trả thù cho Massharhiqhi.

#### Vương quốc của người Amazon
- Nữ vương của người Amazon (アマゾネスの女王 Amazonesu no Joō?): nữ vương xinh đẹp và dũng mãnh của Amazon, từng giúp Carol thoát khỏi nguy hiểm.
- Hulia (ヒューリア Hyūria?): công chúa của Amazon, em gái nữ vương. Sau lần đựợc Carol cứu chữa, Hulia tham gia giải cứu Carol khi cô bị đem bán làm nô lệ.

#### Vương quốcMedia
- Arshama (アルシャマ Arushama?): vua của vương quốc Media – nơi có giống ngựa trắng "bách chiến bách thắng". Anh che giấu thân phận của mình để thâm nhập vào hoàng cung Ai Cập. Anh gặp Carol khi cô cải trang trốn khỏi cung và đem lòng tương tư cô.

#### Vương quốcIndus
- Sindhu (シンドゥ Shindu?): vương tử của Indus cổ đại, đến Ai Cập mong có một lời tiên tri cho Ấn Độ, Carol biết Ấn Độ sắp diệt vong nên không nói hết về Ấn Độ, gây sự căm ghét từ Sindhu.

## Ảnh hưởng

### Tại Việt Nam
Ở Việt Nam, vào những năm 1990-2000, Nữ hoàng Ai Cập được thế hệ 8x, 9x săn đón, trở thành bộ truyện gắn bó tuổi thơ nhiều người. Đầu tháng 5/2024, Nhà xuất bản Kim Đồng thông báo tái bản series với tên mới - Dấu ấn hoàng gia, sát tên gốc hơn theo mong muốn của tác giả. Bộ truyện sau đó đã phải lùi ngày xuất bản để tiến hành thiết kế bộ bìa mới và gửi duyệt bản quyền do sự cố "vạ miệng" của họa sĩ thiết kế Tạ Quốc Kỳ Nam khi người này phát ngôn gây tranh cãi về tác phẩm, dẫn đến việc Nhà xuất bản Kim Đồng dừng làm việc.
Bộ truyện Nữ hoàng Ai Cập chính thức lên kệ từ ngày 23/8/2024. Trong lần phát hành đầu tiên, 5 tập truyện lên kệ cùng lúc, mỗi tập 15.000 bản. Nhà xuất bản Kim Đồng đã bán ra 75.000 bản trong ngày đầu phát hành.